# 摩高
摩高（英語：Mogo）一个存在于DC宇宙中的虚构角色与行星，他是绿光军团中的一名成员，是一顆行星。
他首次登场于《绿光戰警》第二卷#188（1985年5月），此故事的标题为《摩高不与人往來》（"Mogo Doesn't Socialize"）。
阿兰·摩尔与戴夫·吉本斯创作了摩高。
該角色在家族的大事件《綠光軍團之戰》中，與大多數的軍團成員都遭受潛入綠光軍團中央電池的百烈煞控制。
由於摩高擔任招集新成員的職責，遭受控制的他開始無限制的招集新的綠光戰警。
而這些新兵也同樣的遭受百烈煞控制，因此少數幾名能脫離百烈煞控制的綠光戰警中的約翰·史都華，只能忍痛殺掉摩高來阻止他。